# Brigades spéciales de sécurité de la communauté autonome de Madrid
Les brigades spéciales de sécurité de la communauté autonome de Madrid (en espagnol : Brigadas Especiales de Seguridad de la Comunidad Autónoma de Madrid, Bescam ou BESCAM) sont un dispositif de coordination et de financement des polices municipales de la communauté de Madrid existant entre 2004 et 2021.
Elles ne constituent pas une police de communauté autonome, comme les Mossos d'Esquadra ou l'Ertzaintza.

## Historique

### Création
La décision de créer les Bescam est prise par le gouvernement de la communauté de Madrid, sur proposition de sa présidente Esperanza Aguirre, le 8 janvier 2004. Le dispositif est mis en application à compter de la signature d'un accord-cadre entre le gouvernement régional et l'Association des villes de Madrid (FMM) le 19 juin 2004 : il s'agit de doter les communes de 25 000 habitants de nouveaux policiers municipaux exclusivement chargés de mission de protection de la sécurité publique, dont le traitement, l'équipement et l'encasernement sont financés par le budget de la communauté de Madrid, à l'exception de la ville de Madrid.

### Déploiement
- Première phase (2004) : financement de 630 policiers municipaux à Alcalá de Henares, Alcorcón, Fuenlabrada, Getafe, Leganés, Móstoles, Parla, Coslada, Pozuelo de Alarcón, Alcobendas, Torrejón de Ardoz, Rivas-Vaciamadrid, San Fernando de Henares, Colmenar Viejo, Arganda del Rey, Boadilla del Monte et San Lorenzo de El Escorial[3].
- Deuxième phase (2005) : financement de 370 policiers municipaux à Las Rozas de Madrid, San Sebastián de los Reyes, Majadahonda, Collado Villalba, Aranjuez, Tres Cantos, Valdemoro, Pinto, Galapagar, Villaviciosa de Odón, Torrelodones, Villanueva de la Cañada, Guadarrama, Mejorada et Algete[4].
- Troisième phase (2006) : financement de 40 policiers municipaux à Ciempozuelos et Navalcarnero ; renforts de 400 policiers municipaux à Alcalá de Henares, Alcorcón, Fuenlabrada, Getafe, Leganés, Alcobendas, Coslada, Parla, Pozuelo de Alarcón, Torrejón de Ardoz, Arganda del Rey, Boadilla del Monte, Colmenar Viejo, Rivas-Vaciamadrid et San Fernando de Henares[5],[6].
- Quatrième phase (2006-2007) : financement de 280 policiers municipaux à Alpedrete, Arroyomolinos, Brunete, L'Escurial, Humanes de Madrid, Meco, Moralzarzal, San Martín de la Vega, San Agustín del Guadalix, Valdemorillo, Velilla de San Antonio, Villanueva del Pardillo, Cercedilla, Griñón, Robledo de Chavela et Soto del Real ; renforts de 230 policiers à Majadahonda, Las Rozas de Madrid, San Sebastián de los Reyes, Alcobendas, Torrejón de Ardoz, Coslada, Parla, Pozuelo de Alarcón, Collado Villaban, Rivas-Vaciamadrid, Aranjuez, Galapagar, Pinto, Tres Cantos, Valdemoro et Villaviciosa de Odón[7].
- Cinquième phase (2009) : financement de 396 policiers municipaux à Colmenar de Oreja, Colmenarejo, Collado Mediano, Daganzo de Arriba, El Álamo, Fuente el Saz de Jarama, Morata de Tajuña, Paracuellos de Jarama, San Martín de Valdeiglesias, Sevilla la Nueva, Torres de la Alameda, Villalbilla, Villarejo de Salvanés, Moraleja de Enmedio, Torrejón de Velasco, Chinchón, Hoyo de Manzanares, Manzanares El Real, Torrejón de la Calzada, El Molar, Guadalix de la Sierra, Loeches, Camarma de Esteruelas, Los Molinos, Cadalso de los Vidrios, Villa del Prado, El Boalo, Cobeña, Miraflores de la Sierra, Torrelaguna, Navacerrada, Nuevo Baztán, Campo Real, Villaconejos, Serranillos del Valle, Pelayos de la Presa, Becerril de la Sierra, Pedrezuela, Aldea del Fresno, Venturada, Navalagamella, Ajalvir, Valdilecha, La Cabrera, Batres, Bustarviejo, Villamanta, Fuentidueña de Tajo, Navas del Rey, Pezuela de las Torres, Cabanillas de la Sierra, Tielmes, Santa María de la Alameda, Fresnedillas de la Oliva, Titulcia, Perales de Tajuña, Casarrubuelos, Cubas de la Sagra, Los Santos de la Humosa et Belmonte de Tajo ; renforts de 24 policiers à Arganda del Rey, Colmenar Viejo, Valdemoro et Pinto[8].

### Remplacement
Le 29 décembre 2020, le conseil de gouvernement adopte la stratégie de sécurité intégrale de la communauté de Madrid (Esicam179), qui reprend les budgets et le nombre d'agents subventionnés par les Bescam tout en élargissant leurs missions au contrôle de la réglementation concernant les spectacles, le jeu, et à la lutte contre la harcèlement scolaire, la violence contre les femmes, les crimes de haine.